# W Series
W Series je ženská automobilová série monopostů. První sezóna proběhla v roce 2019, kdy se 20 závodnic představilo na šesti okruzích.

## Historie
Veřejné potvrzení založení nového závodního šampionátu bylo publikováno 10. října 2018, k dohadům ale docházelo už od listopadu 2017. Důvodem vzniku byla podpora žen, pro které je náročně dostat se do nejprestižnějších motoristických soutěží v čele s Formulí 1. Projekt podpořila řada osobností, včetně bývalého pilota F1 Davida Coultharda nebo šéfinženýra týmu Red Bull Adriana Neweyho.
V první sezóně v roce 2019 byly všechny monoposty totožné a provozované týmem Hitech GP. Celkem se odjelo 6 závodů, z toho všechny v Evropě v rámci programu ročníku DTM.
V roce 2020 měl proběhnout druhý ročník, do kterého se mělo automaticky kvalifikovat 12 nejlepších jezdkyň z předchozího roku. Sezóna ale byla kvůli pandemii covidu-19 zrušena a nahrazena 10 virtuálními závody.
Série se opět vrátila v roce 2021, kdy bylo odjeto 8 závodů v rámci víkendů mistrovství světa F1.
V září 2022 bylo oznámeno, že série čelí významným finančním potížím, což potvrdily účetní závěrky zaslané 5. září 2022 Úřadu pro správu obchodního rejstříku. Ty ukázaly, že měla čisté závazky ve výši více než 7,5 milionu liber z konce roku 2021. Dlužila například mediální agentuře Whisper, kterou vlastní Jake Humphrey a David Coulthard, nebo Velocity Experience, která se stará o ubytování či catering. Zároveň se začalo spekulovat o tom, zda bude možné dokončit ročník dle původních plánů. V říjnu bylo oznámeno, že poslední dva závody musí být kvůli finančním problémům zrušeny. Generální ředitelka Catherine Bond Muirová nicméně prohlásila, že je přesvědčená, že bude zajištěno financování nutné pro uspořádání dalšího ročníku v roce 2023.

## Formát šampionátu

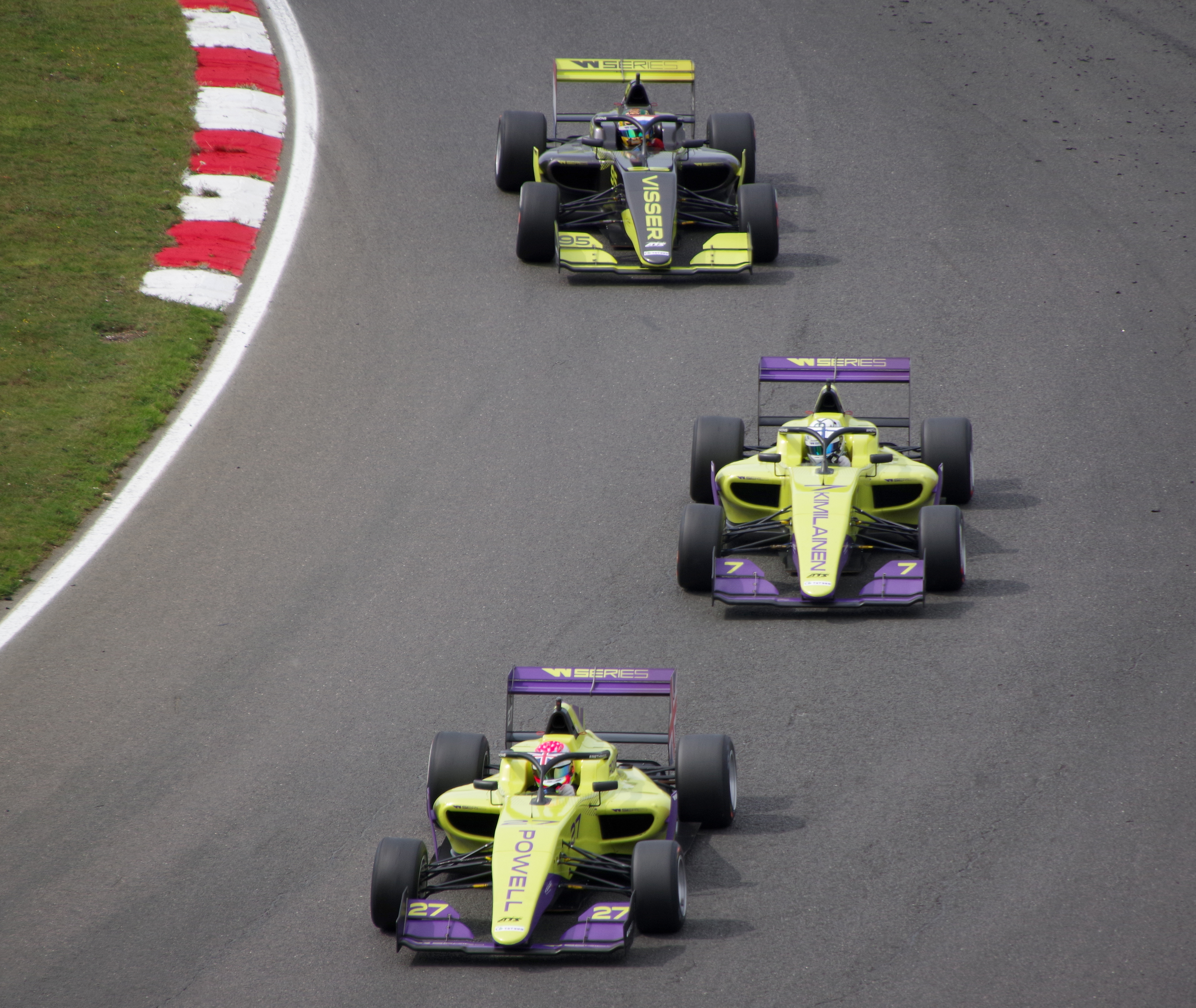
Alice Powell před Emmou Kimiläinen a Beitske Visser na okruhu Brands Hatch.

Součástí šampionátu je 18 stálých závodnic z celého světa, které doplňují dvě náhradnice. Do prvního výběrového řízení bylo vybráno 54 žen, ze kterého vzešla konečná dvacítka.
Titul získává závodnice s nejvyšším počtem bodů. Pokud by mělo více závodnic na konci ročníku stejný počet bodů, rozhodoval by vyšší počet vítězství. Pokud by i tento rozdíl vítězku neurčil, rozhodoval by počet druhých míst, počet třetích míst a tak dále.
Vítězka šampionátu získává 15 bodů pro Super licenci – pro vstup do Formule 1 je nutné mít alespoň 40 bodů za uplynulé 3 roky.

## Bodový systém
Body získává 10 nejlepších v cíli závodu podle následujícího klíče:
| Pozice | 1  | 2  | 3  | 4  | 5  | 6 | 7 | 8 | 9 | 10 |
| Body   | 25 | 18 | 15 | 12 | 10 | 8 | 6 | 4 | 2 | 1  |

## Auta

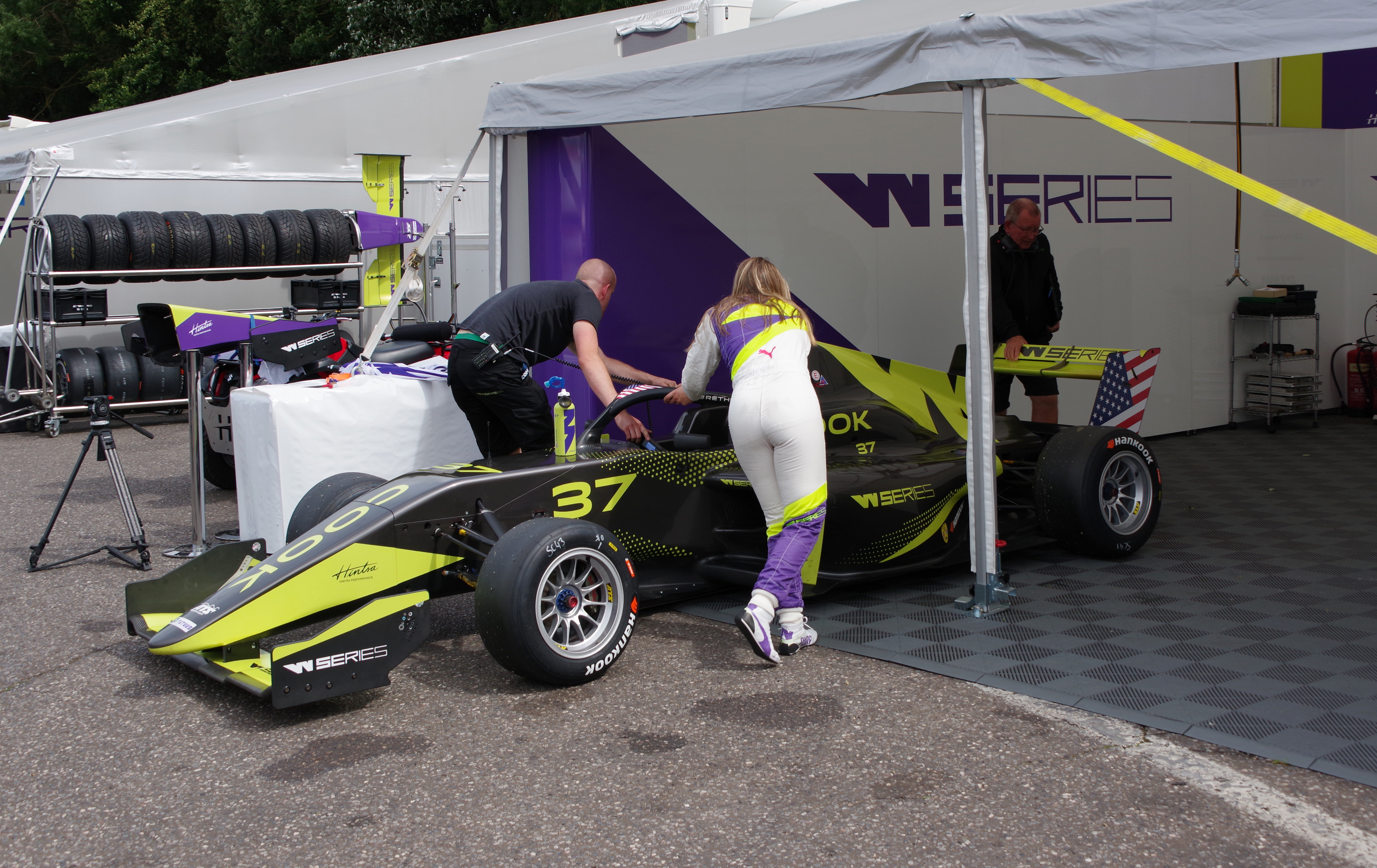
Vůz Tatuus–Alfa Romeo F3 T-318 Sabré Cooka v paddocku.

V sérii se závodí s mechanicky totožnými vozy. V roce 2019 se jezdilo s monoposty Tatuus – Alfa Romeo F3 T-318, které jsou homologovány pro použití ve Formuli 3 v šampionátu Formula Regional European Championship.
V roce 2022 bylo, kvůli co nejnižší uhlíkové stopě, za použití námořní dopravy dopraveno do Barcelony a Singapuru18 vozů Tatuus – Toyota F3 FT-60, se kterými se na těchto místech závodilo.

## Vítězové

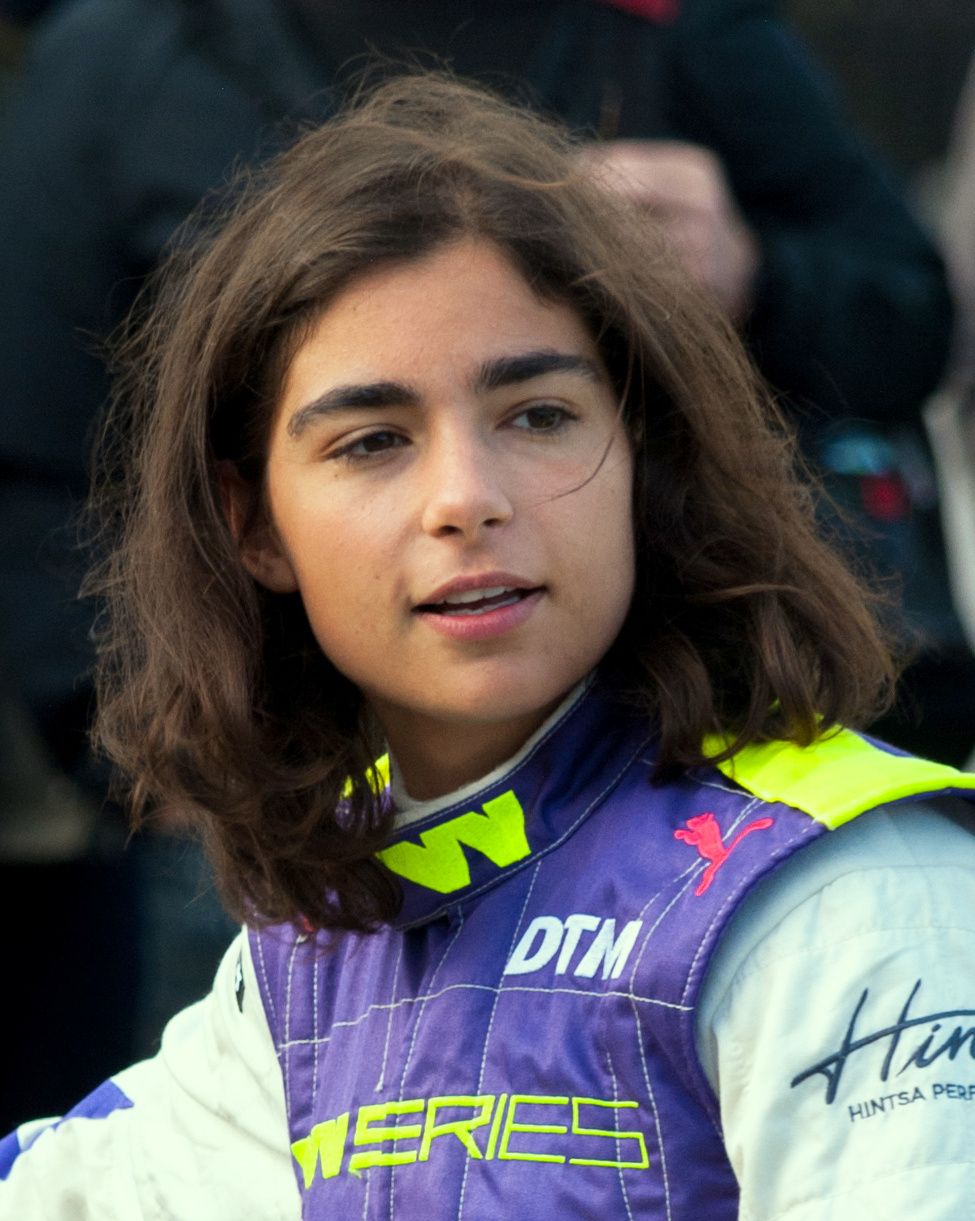
Vítězka všech ročníků Jamie Chadwick.

| Rok  | Jezdkyně       | Pole    | Vítězství | Pódia   | Nejrychlejší kola | Body    | Zisk titulu      | Náskok  |
| ---- | -------------- | ------- | --------- | ------- | ----------------- | ------- | ---------------- | ------- |
| 2019 | Jamie Chadwick | 3       | 2         | 5       | 0                 | 110     | V 6. závodě ze 6 | 10      |
| 2020 | Zrušeno        | Zrušeno | Zrušeno   | Zrušeno | Zrušeno           | Zrušeno | Zrušeno          | Zrušeno |
| 2021 | Jamie Chadwick | 4       | 4         | 7       | 3                 | 159     | V 8. závodě ze 8 | 27      |
| 2022 | Jamie Chadwick | 3       | 5         | 6       | 3                 | 143     | V 7. závodě ze 7 | 50      |

## Okruhy
| Číslo | Okruhy                        | Roky      |
| ----- | ----------------------------- | --------- |
| 1     | Hockenheimring                | 2019      |
| 2     | Zolder                        | 2019      |
| 3     | Misano World Circuit          | 2019      |
| 4     | Norisring                     | 2019      |
| 5     | TT Circuit Assen              | 2019      |
| 6     | Brands Hatch                  | 2019      |
| 7     | Red Bull Ring                 | 2021      |
| 8     | Silverstone Circuit           | 2021–2022 |
| 9     | Hungaroring                   | 2021–2022 |
| 10    | Circuit de Spa-Francorchamps  | 2021      |
| 11    | Circuit Park Zandvoort        | 2021      |
| 12    | Circuit of the Americas       | 2021–2022 |
| 13    | Miami International Autodrome | 2022      |
| 14    | Circuit de Catalunya          | 2022      |
| 15    | Circuit Paul-Ricard           | 2022      |
| 16    | Marina Bay Street Circuit     | 2022      |
| 17    | Autódromo Hermanos Rodríguez  | 2022      |

## Financování
Účast v šampionátu není zpoplatněna, jezdkyně zároveň nemusí mít vlastní sponzory.
V rámci série se soutěží o 1,5 milionu dolarů. Vítězka obdrží 500 000 dolarů, zbývající částka je rozdělena mezi ostatní.